# Campeonato Asiático de Atletismo de 2011 - Salto triplo feminino
A prova do salto triplo feminino do Campeonato Asiático de Atletismo de 2011 foi disputada no dia 9 de julho de 2011 no Kobe Universiade Memorial Stadium em Kobe,  no Japão. 

## Recordes
Antes desta competição, os recordes mundiais e do campeonato nesta prova eram os seguintes:
|                       | Nome           | Nacionalidade | Distância | Local      | Data                  |
| --------------------- | -------------- | ------------- | --------- | ---------- | --------------------- |
| Recorde mundial       | Inessa Kravets | Ucrânia       | 15m 50cm  | Gotemburgo | 10 de agosto de 1995  |
| Recorde do campeonato | Olga Rypakova  | Cazaquistão   | 14m 69cm  | Amã        | 28 de julho de 2007   |
| Recorde asiático      | Olga Rypakova  | Cazaquistão   | 15m 25cm  | Split      | 4 de setembro de 2010 |

## Medalhistas
| Ouro            | Prata                   | Bronze               |
| Xie Limei (CHN) | Valeriya Kanatova (UZB) | Mayookha Johny (IND) |

## Cronograma
Todos os horários são locais (UTC+9).
| Data       | Hora  | Evento |
| ---------- | ----- | ------ |
| 9 de julho | 17:00 | Final  |

## Final
A final da prova ocorreu dia 9 de julho às 17:00. 
| Posição           | Atleta                     | Nacionalidade | #1     | #2     | #3     | #4     | #5    | #6     | Resultados | Notas                |
| ----------------- | -------------------------- | ------------- | ------ | ------ | ------ | ------ | ----- | ------ | ---------- | -------------------- |
| Medalha de ouro   | Xie Limei                  | China         | 14.17w | 14.25  | 13.60  | 14.54  | 14.25 | 13.63  | 14.54      | Recorde da temporada |
| Medalha de prata  | Valeriya Kanatova          | Uzbequistão   | 13.82w | 14.14w | 13.79w | 13.85  | 13.72 | 14.05  | 14.14      |                      |
| Medalha de bronze | Mayookha Johny             | Índia         | 13.68  | 13.72  | 14.03  | 14.11  | 13.88 | 13.62  | 14.11      | Recorde nacional     |
| 4                 | Li Yanmei                  | China         | 13.97  | x      | 13.12  | 13.68  | 13.25 | 13.31  | 13.97      |                      |
| 5                 | Anastasiya Juravleva       | Uzbequistão   | x      | 13.88  | x      | 13.68  | 13.87 | 13.57w | 13.88      |                      |
| 6                 | Irina Ektova               | Cazaquistão   | 13.49  | x      | x      | x      | 13.88 | 13.43  | 13.88      | Recorde da temporada |
| 7                 | Prajusha Maliakhal Anthony | Índia         | 13.19w | 13.08  | 13.41  | 11.81  | x     | 13.63  | 13.63      |                      |
| 8                 | Jung Hye Kyung             | Coreia do Sul | 13.14w | x      | 13.34w | 13.52w | x     | x      | 13.52      |                      |
| 9                 | Thitima Muangjan           | Tailândia     | x      | 13.16  | x      |        |       |        | 13.16      |                      |
| 10                | Nor Amira Mohamad Nafiah   | Malásia       | x      | x      | 13.04  |        |       |        | 13.04      |                      |
| 11                | Sayuri Takeda              | Japão         | 12.49w | 12.88w | 12.74  |        |       |        | 12.88      |                      |
| 12                | Tse Mang Chi               | Hong Kong     | 12.06  | 12.10w | 11.88  |        |       |        | 12.10      |                      |

Legenda
| Recorde mundial       | Recorde mundial (World record)               |                       | Recorde africano                      | Recorde africano (African) |                                           | Q | Classificado por posição (Qualified) |
| Recorde do campeonato | Recorde do campeonato (Championship record)  | Recorde da América    | Recorde da América (Americas)         | q                          | Classificado por melhor tempo (Qualified) |   |                                      |
| Melhor marca do ano   | Melhor marca do ano (World leading)          | Recorde asiático      | Recorde asiático (Asian)              | DNS                        | Não largou (Did not start)                |   |                                      |
| Recorde nacional      | Recorde nacional (National record)           | Recorde europeu       | Recorde europeu (European)            | DNF                        | Não terminou (Did not finish)             |   |                                      |
| Recorde pessoal       | Recorde pessoal do atleta (Personal best)    | Recorde da Oceania    | Recorde da Oceania (Oceania)          | DSQ / DQ                   | Desclassificado (Disqualified)            |   |                                      |
| Recorde da temporada  | Recorde da temporada do atleta (Season best) | Recorde sul-americano | Recorde sul-americano (South America) | NM                         | Sem marca (No mark)                       |   |                                      |